# Maria (nome)
Maria (do nome hebraico מרים, transl. Miriam) é o nome da mãe de Jesus. Tornou-se popular com a propagação do cristianismo, como forma latinizada do nome hebraico da mãe de Jesus, Maria (Miriam, em hebraico). O significado do nome é incerto, porém pode ter sido originalmente um nome egípcio, provavelmente derivado de mry ("amada") ou mr ("amor"), no sentido de "senhora amada"; além de diversos outros significados possíveis etimologicamente derivados do hebraico: "rebelião", "mar amargo", "águas fortes", "gota do mar", "exaltada", "governante", "desejada por um filho" ou "bela". Há também evidências de que tenha sido popular na Europa bem antes do estabelecimento da religião cristã, como forma feminina do nome romano Marius. Historicamente, o nome aparece por vezes como um segundo nome masculino, como em diversos países da Europa Central, onde o fato indicava a proteção de Maria.
Maryam é a forma assírio-siríaca, hebraica e árabe do nome Maria.